# Poltawa (Schiff, 1914)
Die Poltawa war das letzte von vier Dreadnought-Linienschiffen der russischen Gangut-Klasse. Schwesterschiffe waren neben der Gangut die Petropawlowsk und die Sewastopol. Die vier waren die ersten russischen Dreadnoughts. Da russische Werften wenig Erfahrung mit dem Bau moderner Großkampfschiffe hatten, die Duma aber Gelder nur zum Bau auf russischen Werften bewilligte, wurden italienische, deutsche (Blohm & Voss) und schottische Entwürfe angefordert. Das führte letztendlich zu einem recht eigenwilligen Design, das an die italienische Dante Alighieri angelehnt war. Die Schiffe hatten einen Eisbrecherbug und zwei der vier Türme lagen mittschiffs vor und hinter dem zweiten Schornstein. Der Bau der Schiffe dauerte sehr lange, da Russland Schwierigkeiten hatte, den benötigten Stahl in ausreichender Menge herzustellen.
Die Poltawa wurde 1909 in Sankt Petersburg auf Kiel gelegt, im Juli 1911 vom Stapel gelassen und im Dezember 1914 fertiggestellt. Während des Ersten Weltkrieges diente sie in der Baltischen Flotte der Kaiserlich Russischen Marine. Ein Großbrand beschädigte 1919 das Schiff so sehr, dass es nicht wieder repariert, sondern nur noch ausgeschlachtet wurde. 1925 wurde es in Michail Frunse umbenannt, aber nur noch als Hulk verwendet, bis es in den 1950er-Jahren verschrottet wurde.
Zwei der vier Drillingstürme wurden ab 1954 beim Wiederaufbau der Küstenbatterie Maxim Gorki I verwendet.